# The Disposable Heroes of Hiphoprisy
The Disposable Heroes of Hiphoprisy – amerykański zespół hip-hopowy działający na początku lat 90. w San Francisco. Pierwotnie grupa, której członkami byli Michael Franti i Rono Tse, nazywała się Beatnigs. Zespół nagrał dwa albumy, z których Hypocrisy Is the Greatest Luxury jest zdecydowanie bardziej znany.

## Muzyka
Debiutancki album grupy, Hypocrisy Is the Greatest Luxury, został wyprodukowany przez Marka Pistela z Consolidated. Jego brzmienie jest połączeniem hip-hopu z jazzem (w nagrywaniu płyty brał udział gitarzysta jazzowy Charlie Hunter) i industrialem.

## Teksty
Bardzo charakterystyczne dla twórczości Heroes są zaangażowane teksty Michaela Franti, które traktują o politycznych i społecznych zagadnieniach od ochrony środowiska ("Everyday Life Has Become a Health Risk") przez homofobię ("Language of Violence"), negatywny wpływ telewizji ("Television, the Drug of the Nation"), konformizm i konsumpcjonizm ("Famous and Dandy (Just Like Amos 'n' Andy)") po rasizm ("Socio-Genetic Experiment"). The Disposable Heroes of Hiphoprisy wykorzystali też w swoim debiutanckim albumie punkowy hymn grupy Dead Kennedys, "California Über Alles".

## Dyskografia
- Hypocrisy Is the Greatest Luxury (1992)
- Spare Ass Annie and Other Tales (1993, z Williamem Burroughsem)